# The Night Stalker (película)
The Night Stalker es una película para televisión producida por Dan Curtis, con guion de Richard Matheson, Jeffrey Grant Rice y Max Hodge y dirección del argentino John Llewellyn Moxey. Fue estrenada en la ABC el 11 de enero de 1972.
Un reportero investigador, Carl Kolchak, interpretado por Darren McGavin, llega a sospechar que un asesino en serie en el área de Las Vegas es en realidad un vampiro. Fue tal el éxito de este personaje que habría de tener una serie: Kolchak: The Night Stalker.

## Trama
En el inicio de la película, Kolchak está sentado en la cama de una habitación de un sórdido hotel hablando en su magnetófono portátil de la historia que ha escrito y cómo ha sido retenido por las autoridades. Describe una serie de asesinatos que han plagado el mundialmente famoso Las Vegas Strip. Todas las víctimas tenían su sangre drenada y Kolchak llega a sospechar que el asesino se considera a sí mismo como un vampiro, muy a disgusto de su arisco jefe Anthony (también conocido como Tony o Antonio) Vincenzo, interpretado por el actor Simon Oakland.
Kolchak también tiene una novia llamada Gail Foster que se gana la vida como bailarina. Durante la película, Kolchak intenta hacerla renunciar a su trabajo de noche, aunque él no le ofrece una propuesta de matrimonio u tipo otro compromiso. A instancias de esta novia, Kolchak empieza a estudiar el tema de los vampiros, pero es escéptico.
Sucesos inexplicables llevan a Kolchak a comenzar a creer que se está produciendo algo sobrenatural, y la evidencia que se presenta ante sus propios ojos lo persuade finalmente que se trata de un vampiro real. Kolchak logra convencer a la policía que están luchando contra un vampiro, pero es él quien en última instancia derrota al vampiro y a diferencia de producciones posteriores, lo hace con la ayuda de su amigo en el FBI (un testigo creíble).
Al final, Kolchak relata que su acuerdo con la policía para una exclusiva no fue honrado. Kolchak se queda sin trabajo una vez más y es chantajeado por la policía de Las Vegas para jamás regresar. Kolchak menciona que a su novia Gail también le han "pedido salir de la ciudad" por participar en actividades ilegales. Carl agota sus ahorros colocando anuncios personales en todo el país en un intento por encontrarla, pero no tiene éxito.

## Reparto
- Darren McGavin como Carl Kolchak.
- Carol Lynley como Gail Foster.
- Simon Oakland como Tony Vincenzo.
- Ralph Meeker como Bernie Jenks.
- Claude Akins como El Sheriff Warren A. Butcher
- Charles McGraw como El Jefe de Policía Ed Masterson.
- Kent Smith como el Fiscal de Distrito Tom Paine.
- Elisha Cook Jr. como Mickey Crawford.
- Stanley Adams como Fred Hurley.
- Larry Linville como El Dr. Robert Makurji
- Jordan Rhodes como El Dr. John O'Brien
- Barry Atwater como Janos Skorzeny.

## Producción
La película, con guion de Richard Matheson, está basada en una novela inédita original de Jeff Rice. En la historia Carl Kolchak, un reportero de un periódico en Las Vegas, sigue la pista de un asesino en serie que tiene su base de operaciones en Las Vegas Strip, y que a la larga resulta ser un moderno vampiro llamado Janos Skorzeny. Pocket Books finalmente publicó el libro con el título de The Night Stalker, con una fotografía de McGavin vistiendo su sombrero chato y su traje seersucker.

## Recepción
El telefilm logró 54 puntos de rating, motivo por el cual tendría su secuela: The Night Strangler. El film tiene una calificación de 7.4 en IMDb. En FilmAffinity tiene una valoración de 6.2, mientras que en Rotten Tomatoes tiene una valoración de 88% en el tomatometer y 78% en el popcornmeter.Luego de los dos telefilms se vendría una serie que sería transmitida entre los años 1974 y 1975 con un total de 20 capítulos. La producción de Dan Curtis, responsable de Dark Shadows, con una historia fantástica en manos de Richard Matheson y la dirección de John Llewellyn Moxey (Miami Vice, Murder, she wrote, Magnum ) es considerada la responsable y precursora de Los Expedientes X.

## Historias Subsecuentes
The Night Stalker obtuvo los ratings más altos de cualquier película para televisión en ese momento (33.2 rating). Lo hizo bastante bien que resultó en una película de 1973 llamada The Night Strangler y un proyecto de la película de 1974 titulada The Night Killers, que en su lugar se convirtió en la serie de televisión de 1974-75 titulado Kolchak: The Night Stalker, con McGavin retomando su papel en ambos proyectos. Un episodio de la serie titulada a "El Vampiro" fue una secuela real de esta película, derivado su historia con los personajes introducidos en ella.
Tras la cancelación de la serie, la franquicia rindió lo suficiente para obtener dos películas que fueron creados al juntar y editar material de 4 episodios anteriores de la serie, con alguna narración adicional proporcionada por McGavin como Kolchak para ayudar a conectar las líneas de trama. Sin embargo, ningún nuevo material de archivo se incluye.
En Argentina el film fue transmitido por el ciclo de TV de terror Viaje a lo Inesperado el 5 de junio de 1982 que se emitía por Canal 13 de Buenos Aires y Canal 12 de Córdoba.
El 29 de septiembre de 2005, la ABC emitió un remake de la serie de 1974 Kolchak: The Night Stalker, titulada simplemente Night Stalker. La ABC posee la propiedad de los derechos de las películas originales de TV, pero no de la serie de televisión de Universal y está limitada sólo al uso de personajes que habían aparecido en las películas.

## Diferencias entre las producciones subsecuentes
Tanto Carl Kolchak y Tony Vincenzo aparecen en las diferentes producciones, sin embargo, no hay otros personajes de las películas que aparezcan en producciones más adelante. En esta película y la siguiente, Kolchak establece en ambos el uso de grabador portátil que es considerablemente mayor que el utilizado en la serie y que esta claramente etiquetado como Sony. Si bien a todos lados lleva su omnipresente cámara con flash instantánea en la serie, en la primera película emplea una estándar de 35 mm. También presenta su peculiar sombrero achatado. Sin embargo, exclusivamente en esta película, Kolchak lleva más de un traje, de una gran variedad de materiales, y no su característico traje seersucker.
En la segunda película, adopta como atuendo clásico el traje seersucker (aunque lo alterna con otro en color azul), pero continua vistiendo camisas de colores diferentes y lazos, siendo la última producción en la que el personaje haría esto. Viste mocasines blancos en las películas, y no adopta el uso de zapatos tenis de cuero blanco hasta la serie. Por el contrario, Tony Vincenzo sólo aparecería en la primera película sin sus característicos trajes de 3 piezas y camisas deportivas en lugar de un look mucho más casual con camisas de manga corta con cuello abierto. Además, en las dos primeras películas vemos a Kolchak conduciendo un viejo y oxidado Chevrolet Camaro Rallye Sport descapotable del 1968 azul, en lugar de su habitual Convertible Mustang del 1965 amarillo pastel mostrado a lo largo de la serie. Quizás lo más importante, Kolchak tiene una novia en la primera película, la única relación que tendría durante la representación de Darren McGavin del personaje.

## Premios
El TV film obtuvo un total de 2 premios y una nominación:
| Premio                                                  | Año  | Nominación                                          | Candidato        | Resultado |
| ------------------------------------------------------- | ---- | --------------------------------------------------- | ---------------- | --------- |
| Edgar Allan Poe Awards                                  | 1973 | Best Television Feature or Miniseries               | Richard Matheson | Ganador   |
| Rondo Hatton Classic Horror Awards                      | 2018 | Best DVD Commentary                                 | Tim Lucas        | Ganador   |
| Academy of Science Fiction, Fantasy & Horror Films, USA | 20   | Best DVD/Blu-Ray Television Movie or Series Release | Film             | Nominado  |

## Lanzamiento
La película fue lanzada en un DVD doble junto a The Night Strangler, por MGM Home Entertainment en 2004. Actualmente está fuera de producción.